# Ghadr-110
Die Ghadr-110 (persisch: قدر -110, Ghadr bedeutet „Intensität“) ist eine ballistische Mittelstreckenrakete, die von Iran entwickelt  wurde. Die Rakete soll eine Reichweite von mehr als 1.600 km besitzen. Die iranischen Streitkräfte stellten die Rakete erstmals 2007 bei einer Militärparade vor.
Die Ghadr-110 ist eine verbesserte Version des Shahab-3A. Es wird angenommen, dass die erste Brennstufe mit flüssigem Brennstoff arbeitet, während die zweite Stufe festen Brennstoff nutzt. Die Ghadr-110 soll eine höhere Manövrierfähigkeit und eine kürzere Rüstzeit als die Shahab-3 aufweisen. Die Rüstzeit beträgt 30 Minuten, während die ältere Shahab-3 eine mehrstündige Rüstzeit hat. 
Am 21. November 2015 und am 29. Januar 2017 führte der Iran Berichten zufolge Starts der Ghadr-110 durch. Die USA betrachteten dies als einen Verstoß gegen die Resolution 2231 des UN-Sicherheitsrates, welche dem Iran die Arbeit an ballistischen Trägersystemen für Atomsprengköpfe verbietet.